# جزیره جده
جزیره جده (عربی: جزيرة جدة) شامل سه جزیره خرد غیرمسکونی در بحرین است که در غرب جزیره بحرین و نزدیکی شمال جزیره ام‌النعسان‎ در خلیج فارس قرار دارد. این جزیره‌ها در ۱۷٫۵ کیلومتری غرب منامه پایتخت بحرین قرار دارند و از نظر تقسیمات کشوری در استان شمالیه واقع شده‌اند.

## نگارخانه

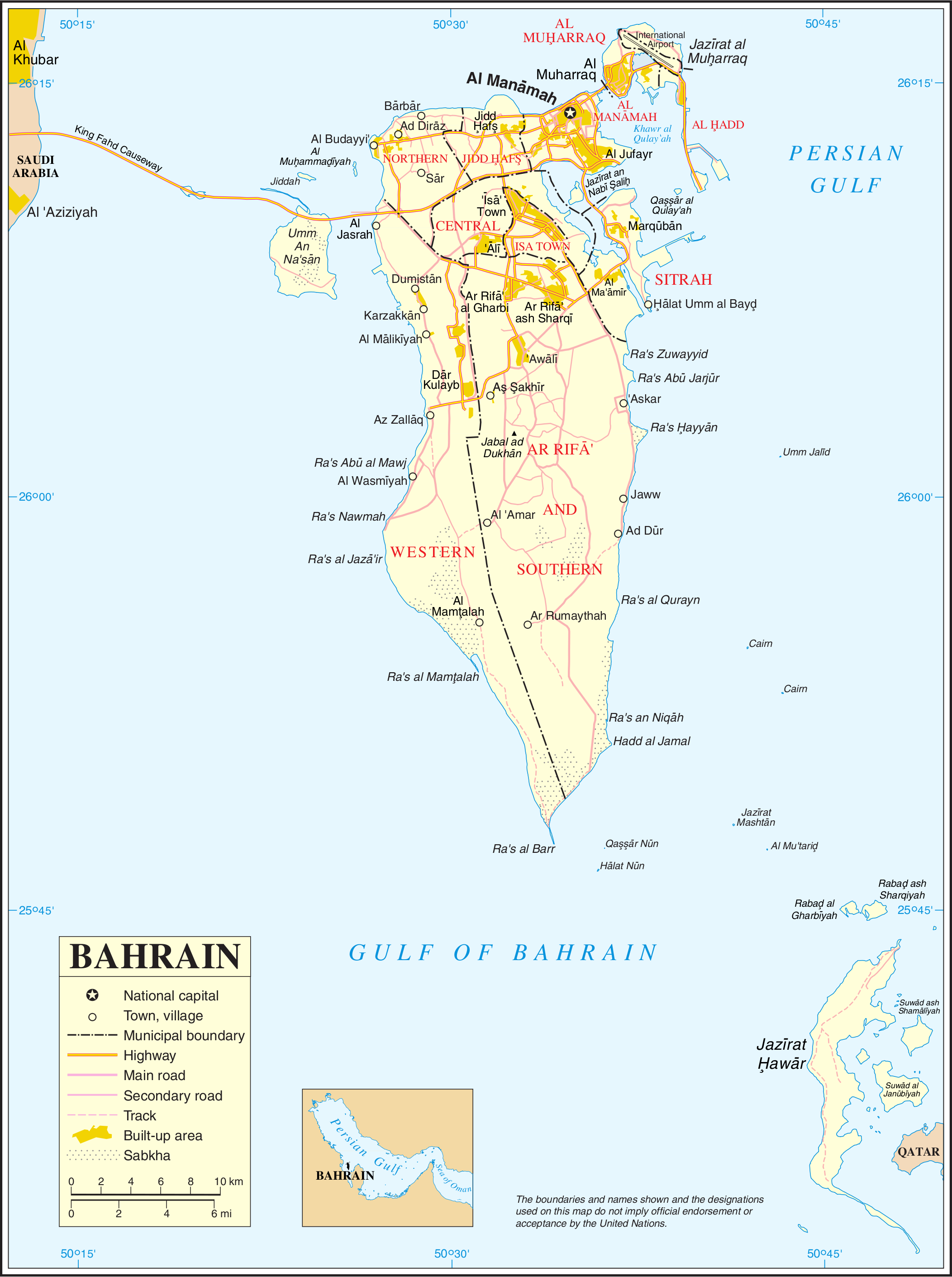